# Julius Fučík (skladatel)
Julius Fučík (18. července 1872 Praha-Nové Město – 25. září 1916 Berlín) byl český hudební skladatel a kapelník vojenských hudeb. Velkou část jeho skladeb tvoří skladby pro vojenské účely, z nichž nejvíc je pochodů, bývá proto někdy nazýván „český král pochodů“.
Byl plodným autorem, složil přes 400 skladeb, převážně pochodů, valčíků a předeher. Některé jeho skladby se dosud hrají, stálou součástí repertoáru zůstávají především pochod Vjezd gladiátorů a Florentinský pochod, polka Starý bručoun nebo předehry Marinarella a Miramare. Nezbytnou součástí pochodových knížek je také Sempre Avanti! či Triglav.

## Život
Julius Fučík se narodil v roce 1872 v Praze na Karlově náměstí jako nejstarší syn pumpaře Jaroslava Fučíka a jeho ženy Kateřiny rozené Šichové. Měl tři mladší sourozence, bratry Karla a Rudolfa a sestru Marii. Od dětství projevoval velký hudební talent, brzy se naučil hrát na housle a později i na klavír. Dle přání otce se měl vyučit rukavičkářem, ale nakonec se mu splnil sen studovat hudbu. V roce 1885 začal studovat na pražské konzervatoři – nejprve hru na housle, poté přestoupil na fagot do třídy Ludvíka Mildeho a jako druhý nástroj zvolil tympány u profesora Bláhy. Studoval též skladbu u Karla Steckera, ke konci studia ve slavné kompoziční třídě Antonína Dvořáka spolu s dalšími pozdějšími hudebními osobnostmi (Josef Suk, Oskar Nedbal, Karel Hoffmann a další).
Po absolutoriu konzervatoře v roce 1891 nastoupil jako fagotista a hráč na velký buben k hudbě 49. pěšího pluku v Kremži, kterou vedl kapelník Josef Franz Wagner. Zde získal zásadní znalosti o instrumentaci pro vojenský orchestr a zkušenosti, které později využil sám jako kapelník. Po návratu z vojny v roce 1894 působil jako druhý fagotista v pražském Německém divadle. V té době založil se svými spolužáky z konzervatoře klarinetisty Trdličkou a Hönichem Komorní dechové trio, se kterým v Praze úspěšně účinkovali. Pro toto trio složil Fučík několik drobných skladeb, například Perpetuum mobile op. 28 či Symfonii scandaleuse op. 24. V roce 1895 přijal nabídku Karla Kovařovice na místo prvního fagotisty ve Výstavním symfonickém orchestru po dobu konání Národopisné výstavy na pražském výstavišti.
Po skončení výstavy se v témže roce stal fagotistou v divadelním orchestru v Záhřebu a o rok později městským kapelníkem a sbormistrem pěveckých sborů Danica a Sloga v chorvatském Sisaku. Pro tyto sbory složil několik sborových skladeb na chorvatské texty, mimo jiné Ruža spava op. 103, Zora sviće op. 105, Pet časa op. 101. Jako ředitel kůru se věnoval též duchovní hudbě.
V roce 1897 vyhrál konkurs na místo kapelníka hudby 86. pěšího pluku v Sarajevu. Zde začal skládat hudbu pro potřeby vojenského orchestru, zvláště pochody. Mezi prvními úspěšnými skladbami byly pochody Sarajevo op. 66, Laban op. 44 a zejména jeho nejslavnější pochod Vjezd gladiátorů op. 68. Z dalších skladeb jsou známé např. valčík Ideály snů op. 69 či rozsáhlý čtyřdílný cyklus Rakouska čest a sláva op. 59.
V roce 1900 byl pluk včetně hudby přemístěn do Budapešti, kde působilo 8 vojenských orchestrů a vládla zde velká a často nečestná konkurence. Fučík již byl v té době známý hudební skladatel, ale v Budapešti se mu nabízely mnohem větší možnosti uplatnění. Zvláště blízkost Vídně a Prahy byla velkou výhodou ve styku s proslulými nakladateli. Budapešťské období se stalo nejdůležitějším v jeho skladatelské činnosti, složil zde většinu svých nejznámějších a nejúspěšnějších skladeb. Mezi ty nejlepší patří valčíky Od břehu Dunaje op. 135, Zimní bouře op. 184, suita Ze života artistů op. 152, pochody Rázně vpřed op. 79, Kinizsi op. 80, Triglav op. 72, Fantastický pochod op. 106, Děti pluku op. 169, Florentinský pochod op. 214, Veselí venkovští kováři op. 218 či předehra Marinarella op. 215. Rovněž složil pochod pro 5. všesokolský slet Stráž Slovanstva op. 258. Z maďarského prostředí ho zaujaly maďarské lidové melodie, z nichž sestavil několik tehdy oblíbených potpourri. Zatímco v Budapešti dosáhl velkých úspěchů, mnohem méně se mu dařilo v rodné Praze. Se suitou Život op. 52, kterou uvedl s Českou filharmonií, neuspěl u publika ani u pražských recenzentů a toto zklamání ho na dlouhou dobu ovlivnilo.

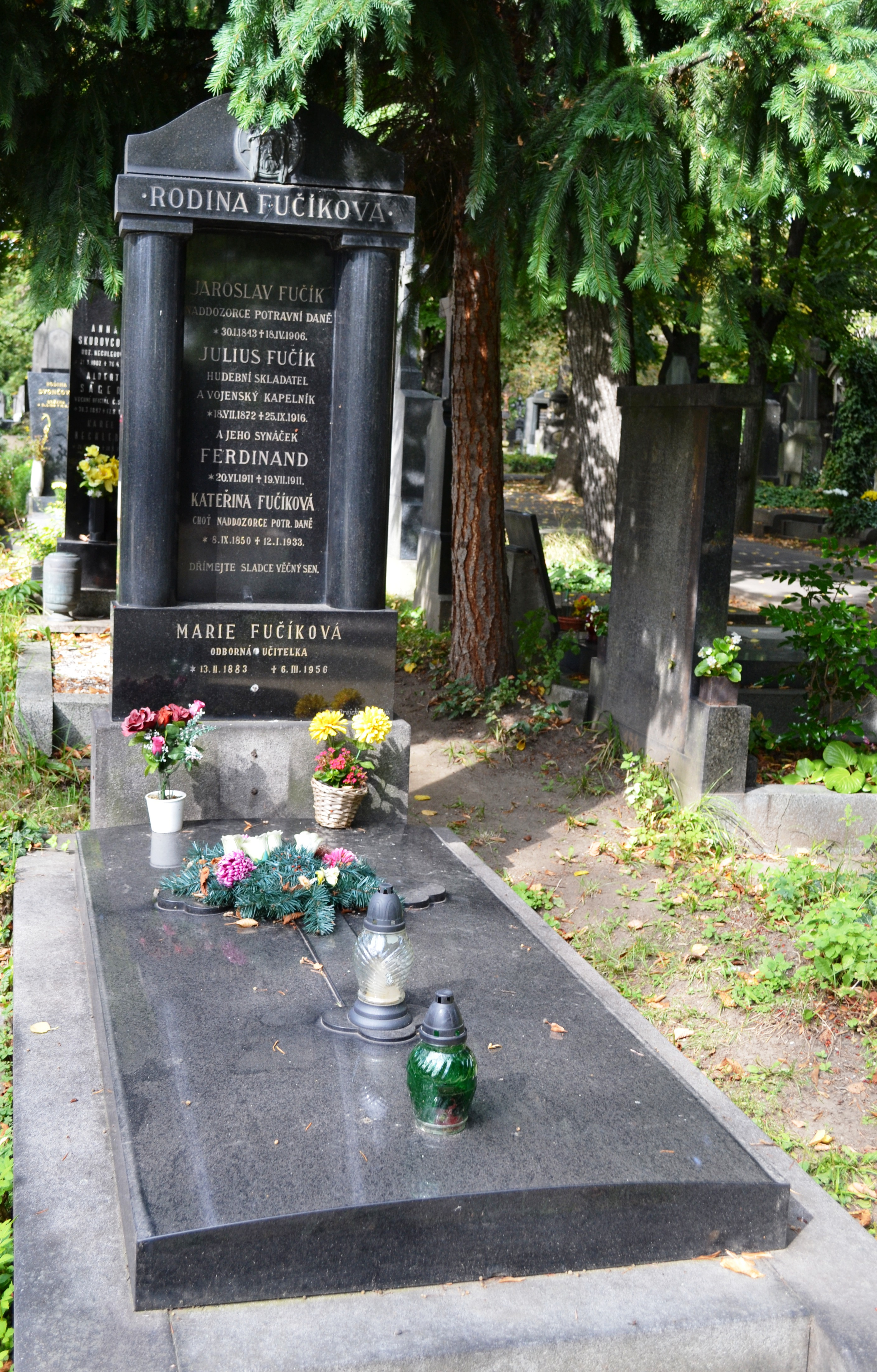
Hrob na Vinohradském hřbitově v Praze

V roce 1909 byl 86. pěší pluk přeložen z Budapešti do provinční Szabadky (dnes Subotica v Srbsku), což byla pro Fučíka nepříjemná změna. Sice zde vzniklo ještě několik jeho dodnes populárních skladeb, například valčíky Baletky op. 226 a Dunajské pověsti op. 233, předehra Svatý Hubert op. 250 či pochod Strýček Teddy op. 239, ale Fučík zde nebyl spokojený a snažil se změnit působiště.
Roku 1910 se zúčastnil vypsaného konkursu na kapelníka hudby 92. pěšího pluku v Terezíně a s přehledem jej vyhrál. Vrátil se do Čech do blízkosti Prahy, kam s hudbou zajížděl koncertovat, oblíbené byly též koncerty v lázeňských městech severních a západních Čech. Za Fučíkova vedení se z orchestru 92. pluku stal vynikající orchestr, který účinkoval úspěšně i v Berlíně, kde hrál před publikem čítajícím více než 10 000 lidí. Z terezínského období pocházejí další známé skladby: předehra Miramare op. 247 či pochody Hercegovac op. 235 a Boží bojovníci op. 251. Začal zde pracovat na operetě Dvorní intendant a rozpracoval i operu Osud, která však nakonec zůstala nedokončená.
V Terezíně se v roce 1910 Fučík oženil s Christinou Hardegg a v červnu 1911 se jim narodil syn Ferdinand, který však po necelém měsíci zemřel.
V roce 1913 se Fučík, znechucený intrikami v armádě, rozhodl opustit vojenskou službu a odejít do civilu. Měl v plánu věnovat se plně komponování a založit si vlastní nakladatelství. Rozhodl se usadit v Berlíně, kde zažil své největší úspěchy a kde několik let působil jeho bratr Rudolf. Založil si vlastní orchestr složený z českých hudebníků Prager Tonkünstler-Orchester a hudební nakladatelství Tempo-Verlag, které však stačilo vydat jen jednu skladbu (píseň Rodná zem op. 282). S propuknutím 1. světové války se od něho začalo štěstí odvracet – orchestr se rozpadl, kultura se utlumila, přišly zdravotní problémy. Věnoval se sice komponování, dokončil operetu, rozpracoval druhou verzi opery Osud a složil další skladby – pochody Vzpomínka na Trident op. 287 a Zvuky fanfár op. 278, valčík V říši snů op. 270 a smuteční pochod Pax vobis op. 281, ale jeho zdravotní stav se neustále zhoršoval. Začátkem roku 1916 zůstal upoután na lůžko s otokem nohy, dle jeho vlastního názoru následkem zranění na manévrech v Bosně v roce 1900. Z otoku se vyvinul sarkom, na který koncem září 1916 zemřel. Pochován je v Praze na Vinohradech.

## Dílo (výběr)

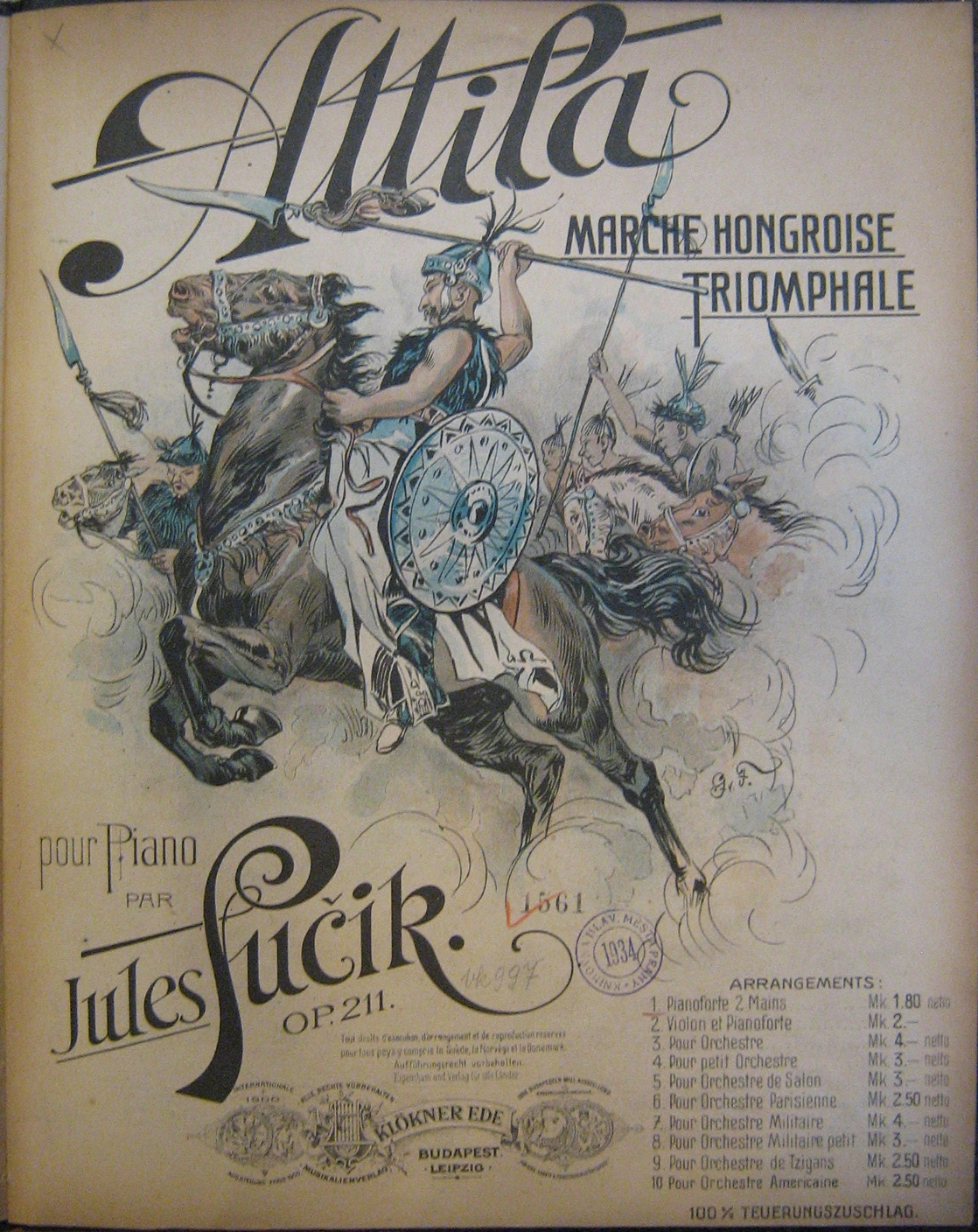
Titulní strana vydání Fučíkova pochodu „Attila“ pro klavír

Většina Fučíkových skladeb je původně instrumentována pro tehdy běžné obsazení velkého dechového orchestru vojenských hudeb. Především pochody, kde skladatel využívá křídlovky až po vysoké tóny, je nezbytné hrát ve větším obsazení. Možná i to je jedním z důvodů, proč je mezi českými orchestry nepopulární, zatímco v Rakousku a Německu tvoří řada těchto skladeb pilíře repertoáru tamních orchestrů. Zajímavostí je také to, že většina skladeb, jak jsou dnes v Čechách prováděny a vytištěny v pochodových knížkách, nejsou originály, ale aranže (především vojenského dirigenta Jindřicha Pravečka). Nicméně i v okolních zemích se, často z čistě zištných důvodů, vydávají a hrají novodobé úpravy.
- pochody
  - Vjezd gladiátorů (Einzug der Gladiatoren) op. 68 (1899)
  - Florentinský pochod (Florentiner Marsch, původně La rosa di Toscana) op. 214 (1907)
  - Attila (Attila induló) maďarský vítězný pochod
  - Bosanska zora (původně Feuchte Ecke) op. 55 (1905)
  - Boží bojovníci (Gotteskämpfer) op. 251 (1911)
  - Danubia op. 229 (původně Laban op. 44) (1899)
  - Děti pluku (Die Regimentskinder) op. 169 (1905)
  - Drachsel op. 112 (1902)
  - Fantastický pochod (Marche fantastique) op. 106 (1902)
  - Gigantic op. 311 (1915)
  - Hercegovac op. 235 (1910)
  - Hortstein op. 30 (1897)
  - Kinizsi op. 80 (1900)
  - smuteční pochod Pax vobis op. 281 (1915)
  - Pod admirálskou vlajkou (Admiralsflagge) op. 82 (1901)
  - Rázně vpřed (Schneidig vor!) op. 79 (1906)
  - Řeka Mississippi (The Mississippi River) op. 161 (1905)
  - Salve Imperator op. 224 (1908)
  - Sarajevo op. 66 (1899)
  - Stále vpřed (Sempre avanti) op. 149 (1904)
  - sokolský pochod Stráž Slovanstva op. 258 (1907)
  - Strýček Teddy (Onkel Tom) op. 239 (1910)
  - Triglav op. 72 (1903)
  - Veselí venkovští kováři (Die lustigen Dorfschmiede) op. 218 (1908)
  - Vítězný meč (Das Siegesschwert) op. 260 (1913)
  - Vzpomínka na Trident (původně Treu Tirol) op. 287 (1915)

- valčíky
  - Baletky (Ballettratten) op. 226 (1909)
  - Dunajské pověsti (Donausagen) op. 233 (1909)
  - Ideály snů (Traumideale) op. 69 (1900)
  - Od břehu Dunaje (Vom Donauufer) op. 135 (1903)
  - V říši snů (Traumland) op. 270 (1914)
  - Zimní bouře (Winterstürme) op. 184 (1907)

- koncertní předehry
  - Marinarella op. 215 (1907)
  - Miramare op. 247 (1912)
  - Stráž na moři (Meereswacht) op. 321 (1915)
  - Svatý Hubert (St. Hubertus) op. 250 (1909)

- orchestrální skladby
  - polka pro fagot Starý bručoun (Der alte Brummbär) op. 210 (1907)
  - suita Ze života artistů (Aus dem Artistenleben) op. 152 (1904)
  - suita Život (Das Leben) op. 52 (1907)
  - symfonická báseň Rakouska čest a sláva (Österreich's Ruhm und Ehre) op. 59 (1898)
  - serenáda Na laguně (Auf der Lagune) op. 221 (1908)
  - potpourri Den v jubilejní výstavě op. 216 (1908)

- komorní skladby (housle a klavír)
  - Devotion op.318 (1915)
  - Maggiolata op. 306 (1916)
  - Melancholie op. 227 (1909)

- tria
  - Fantasie na české národní písně op. 27 (1894)
  - Perpetuum mobile op. 28 (1894)
  - Symfonie scandaleuse op. 29 (1895)
  - Manželské levity (Gardinenpredigt) (1913)

- kvartet Noc (La nuit) op. 16 (1896)

- písně
  - Alpská růže (Die Alpenrose) op. 205 (1910)
  - Bella Barbora op. 10 (1895)
  - Modlitba op. 63 (1897)
  - Rodná zem (Heimaterde) op. 282 (1915)
  - Serenáda op. 9 (1895)
  - Stárnem, brachu stárneme op. 192 (1913)
  - Tichá láska op. 4 (1896)
  - Vysloužilec op. 6 (1895)

- sbory
  - Česká píseň op. 241a (1897)
  - Pet časa op. 101 (1896)
  - Ruža spava op. 103 (1896)
  - Zora sviće op. 105 (1896)

- opereta Dvorní intendant (Der Hofintendant) (1914)

- nedokončená opera Osud (Die Bestimmung) (1912-1915)